# فرط الحركة (المفاصل)
```
فرط الحركة
، والمعروف أيضًا باسم 
الوصلة المزدوجة
، 
المفاصل
 التي تمتد إلى أبعد من الطبيعي. على سبيل المثال، يمكن لبعض الأشخاص الذين يعانون من فرط الحركة تحريك إبهامهم إلى معصميهم إلى الوراء، أو ثني مفاصل الركبة إلى الخلف، أو وضع ساقهم خلف الرأس، أو تنفيذ «حيل» أخرى مبتورة. يمكن أن يؤثر على واحد أو أكثر من 
المفاصل
 في جميع أنحاء 
الجسم
.
```

تشيع مفاصل الهايبرميل وتحدث في حوالي 10 إلى 25 ٪ من السكان. لا يرتبط عادة بأي أعراض  ولكن هناك أقلية من الناس تتطور لديهم ظروف أخرى بسبب مفاصلهم غير المستقرة. في مثل هذه الحالات، يعرف باسم متلازمة فرط الحركة.
إلى أن تم إدخال معايير تشخيصية جديدة، كانت متلازمة فرط الحركة في بعض الأحيان تُعتبر متطابقة مع نوع هيدروميل متلازمة إهلرز-دانلوس / EDS النوع 3. حيث لا يمكن لأي اختبار وراثي تحديد أو فصل أي من الحالات وبسبب تشابه معايير التشخيص والعلاجات الموصى بها، أوصى الخبراء بوجوب الاعتراف بهم كشرط واحد حتى يتم إجراء مزيد من الأبحاث.
في عام 2016، تمت إعادة صياغة المعايير التشخيصية لـ EDS النوع 3 لتكون أكثر تقييدًا، بقصد تضييق تجمع مرضى EDS من النوع 3 على أمل تسهيل التعرف على طفرة جينية مشتركة، EDS النوع 3 هو الوحيد متغير EDS دون اختبار الحمض النووي التشخيص. في نفس النوع، تم إعادة تعريف متلازمة فرط الحركة (المعروفة أيضًا تحت الاسم السابق متلازمة فرط الحركة المشتركة ومتلازمة فرط الحركة المشتركة الحميدة) على أنها اضطراب حركي مفرط لا يلبي المعايير التشخيصية لنوع EDS 3 (أو مارفانس أو OI أو اضطرابات الكولاجين الأخرى) وأطلق عليه اسم اضطراب طيف فرط الحركة (HSD). لم تتم إعادة كتابة نص المقالة ليعكس ذلك.

## العلامات والأعراض
قد يتطور الأشخاص المصابون بمتلازمة فرط الحركة المشتركة إلى حالات أخرى بسبب مفاصلهم غير المستقرة. هذه الشروط تشمل:
- عدم الاستقرار المشترك يسبب التواء المفصل، التهاب الأوتار، أو التهاب كيسي عند القيام بأنشطة لا تؤثر على الآخرين.
- ألم المفاصل.
- هشاشة العظام في وقت مبكر (في وقت مبكر خلال سنوات المراهقة).
- تعتبر الانزلاقات أو الاضطرابات، وخاصة في الكتف (الحدود الشديدة لقدرة الشخص على الدفع، والسحب، والفهم، والوصول، وما إلى ذلك، من عجز إدارة الضمان الاجتماعي الأمريكية).[8]
- ألم الركبة.
- التعب، حتى بعد فترات قصيرة من التمرين.
- آلام الظهر، انزلاق غضروفي أو الانزلاق الفقاري.
- المفاصل التي تصنع ضوضاء النقر (وأيضاً أحد أعراض هشاشة العظام)
- قابلية للإصابة.
- متلازمة المفصل الصدغي الفكي المعروف أيضا باسم TMJ.
- زيادة اضطرابات ضغط الأعصاب (مثل متلازمة النفق الرسغي)
- قدرة قفل الاصبع.
- ضعف الاستجابة على مخدر أو مسكن للألم.
- «آلام متزايدة» كما هو موصوف في الأطفال في وقت متأخر بعد الظهر أو الليل.

### الشروط المرتبطة
أولئك الذين لديهم مفاصل مفرط الحركة هم أكثر عرضة للإصابة بألم عضلي ليفي، هبوط الصمام التاجي، واضطرابات القلق مثل اضطراب الهلع.

## الأسباب
ينتج فرط الحركة من سبب أو أكثر من الأسباب الآتية:
- نهايات غير طبيعية الشكل لواحدة أو أكثر من العظام المكونة للمفصل
- عيوب النوع الأول من الكولاجين أو غيره من الأنسجة الضامة (كما يوجد في متلازمة مارفان أو متلازمة لويز- ديتز أو متلازمة إهلرز-دانلوس) منتجةً أربطة ضعيفة أو رخوية، وضعف العضلات والأوتار. ينتج ذلك أيضًا عيوبًا في العظام مؤديًّا إلى ضعفها، ما قد يؤدي إلى هشاشة العظام أو الكسور.
- عيوب في استقبال الحس العميق للمفصل (أي اختلال في القدرة على تحديد موضع أجزاء الجسم في المكان أو/ومراقبة المفاصل الممدودة).

تسبب تلك الاختلالات توترًا غير طبيعي على المفصل، مما يعني أن المفاصل قد تبلى، وهو ما يؤدي إلى هشاشة العظام.
تميل تلك الحالة للحدوث في النساء، مما يقترح وجود أساس وراثيّ لبعض أشكال فرط الحركة على الأقل. يُستخدم مصطلح «مفصل مزدرج» لوصف فرط الحركة عادة، إلا أن تلك التسمية خاطئة ولا يجب التعامل معها بحرفية، لأن المفاصل مفرطة الحركة ليست مزدوجة ولا يوجد أي مفصل إضافي من أي نوع.
لا يُظهر أغلب الأشخاص المصابين بفرط الحركة أي أعراض أخرى. تُقدر نسبة الأشخاص الأصحاء ولديهم فرط حركة في مفصل أو أكثر بنحو 5%. ولكن قد يتعرض الأشخاص المصابون بـ«متلازمة فرط حركة المفاصل» لكثير من الصعوبات. على سبيل المثال، ربما تُجرح مفاصلهم بسهولة، وتُعرض أكثر من المفاصل الطبيعية للخلع بسبب ضعف الاتزان، وربما يحدث مشاكل مثل الإعياء العضلي (لأن العضلات ستضطر للعمل بجهد أكبر لتعويض ضعف الأربطة وتدعيم المفصل). قد تؤدي متلازمة فرط الحركة إلى الألم المزمن أو الإعاقة في الحالات الشديدة. ربما يواجه الموسيقيون المصابون بفرط الحركة بعض المشاكل عندما تتراجع الأصابع إلى موضع الإغلاق الإصبعي. أو على النقيض، ربما يظهرون قدرات فائقة بسبب زيادة مدى حركة أصابعهم، مثل العزف على البيانو أو التشيلو.
ربما يظهر فرط الحركة أعراضًا لحالة طبية خطيرة، مثل متلازمة ستيكلر ومتلازمة إهلرز-دانلوس ومتلازمة مارفان ومتلازمة لويز- ديتز والتهاب المفاصل الروماتويدي وتكون العظم الناقص والذئبة الحمراء وشلل الأطفال ومتلازمة داون ومتلازمة موركيو وخلل التعظم الترقوي القحفي وتأتر العضل الخلقي.
ارتبط فرط الحركة بمتلازمة التعب المزمن والألم العضلي الليفي المتفشي. يسبب فرط الحركة صدمة جسدية (في شكل خلع المفاصل أو الخلع الجزئي للمفاصل أو عدم استقرار المفصل أو التواء المفصل...إلخ) تسبب تلك الحالات بالتبعية صدمات جسدية أو عاطفية وتُعتبر محفزات لحالات مثل الألم العضلي الليفي المتفشي.
ربما تنتاب النساء الحوامل المصابات بفرط الحركة صعوبات أثناء الحمل. يفرز الجسد أثناء الحمل هرمونات تُغير من فسيولوجيا الأربطة، لتسهل تمديدها، وهو المطلوب للمساعدة في نمو الجنين وعملية الولادة. المزج بين فرط الحركة وتغيرات الحزام الحوضي المتعلقة بالحمل قد يكون له آثار ضارة. ستشعر المرأة الحامل ومصابة بفرط الحركة غالبًا بآلام شديدة بسبب تكيف العضلات والمفاصل مع الحمل. يعيق هذا الألم المرأة من الوقوف أو السير أثناء الحمل. ربما تضطر المريضة الحامل لاستخدام وعاء للتبول وكرسي متحرك أثناء الحمل وربما تُصاب بإعاقة دائمة.
تشمل أعراض فرط الحركة ألمًا شديدًا مضجرًا حول مفاصل الركبة والكاحل والنعال. يؤثر الألم وعدم الارتياح على تلك الأجزاء من الجسم ويُزال باستخدام التركيبات التقويمية.

### المتلازمات
تُعتبر متلازمة فرط الحركة مكونة من فرط الحركة بالإضافة إلى أعراض أخرى، مثل ألم العضلات وألم المفاصل. تشيع تلك الحالة بين الأطفال وتؤثر على الإناث بصورة تفوق الذكور.
يقترح التفكير الحالي أربع عوامل مسببة لتلك المتلازمة:-
- شكل نهايات العظام؛ تمتلك بعض المفاصل مدى واسع للحركة، مثل مفاصل الكتف والفخذ. كلاهما من نوع الكرة والمقبس العميق. إذا ورِّث مقبس ضحل بدلًا من العميق، سيكون هناك مدى أوسع للحركة نسبيًّا، ولكن هذا يعني أيضًا أن خلع المفصل صار أسهل.
- نقص البروتين أو مشاكل في الهرمونات؛ تُصنع الأربطة من عدة أنواع من الألياف البروتينية. تشمل تلك البروتينات الإيلاستين، الذي يضفي على الأربطة نوعًا من المرونة، وقد يتغير ذلك في بعض الناس. تغير هرمونات الأنوثة الجنسية بروتين الكولاجين. النساء عمومًا مرنة قبل الدورة الشهرية وتزداد تلك المرونة في المراحل المتأخرة من الحمل؛ بسبب هرمون ريلاكسين الذي يسمح للحوض بالتمدد لعبور رأس الجنين. تختلف حركة المفصل باختلاف العرق، وهو ما يعكس بعض الاختلافات في بنية بروتين الكولاجين. على سبيل المثال، يظهر الهنديون في شبه القرة الهندية أيدي مرنة عن القوقازيين.[10]
- توتر العضلة؛ يتحكم في توتر العضلات الجهاز العصبي، ويؤثر على مدى حركة العضلة. يمكن أن تغير بعض التقنيات من توتر العضلة وتزيد من مرونتها. تساعد اليوغا، على سبيل المثال، في إرخاء العضلات ومرونة المفاصل. ولكن علينا أن نعلم أن خبراء الطب لا يوصون باليوغا لأي شخص مصاب بمتلازمة فرط الحركة، بسبب احتمالية إتلاف المفاصل. قد يكتسب بعض الرياضيين فرط الحركة في بعض المفاصل خلال النشاط الرياضي.
- استقبال الحس العميق؛ يؤدي اختلال القدرة على تحديد موضع المفاصل وموقع الجسم مع إغلاق العينين إلى المفاصل مفرطة الحركة.[11]

قد يحدث فرط الحركة بسبب اضطرابات النسيج الضام، مثل متلازمة مارفان ومتلازمة إهلرز-دانلوس. يشيع عرض فرط حركة المفاصل مع هذين المرضين. تحتوي متلازمة إهلرز-دانلوس على العديد من الأنواع الفرعية، ويشمل معظمها فرط الحركة بدرجة ما. عندما يكون فرط الحركة هو العرض الرئيس، فمن المحتمل أن يكون نوع المتلازمة هو إهلرز-دانلوس/فرط الحركة. يعاني المرضى بهذا النوع من الخلع المتكرر للمفاصل والخلع الجزئي لها، بالإضافة إلى الصدمة الجسدية أو بدونها، أو عفويا في بعض الأحيان. يهمل الأطباء فرط الحركة عادة باعتبارها غير مهمة طبيًّا.

### متلازمة إهلرز-دانلوس من نوع فرط الحركة
يرتبط فرط الحركة عادة بمتلازمة إهلرز-دانلوس مفرطة الحركة (المعروفة أيضًا بالنوع الثالث من متلازمة إهلرز-دانلوس أو متلازمة إهلرز-دانلوس من نوع فرط الحركة). متلازمة إهلرز-دانلوس هي اضطراب وراثي يحدث بسبب طفرات أو جينات متوارثة، لكن العيب الجيني الذي سبب متلازمة إهلرز-دانلوس مفرطة الحركة غير معروف. توجد أعراض أخرى بالإضافة إلى فرط الحركة، مثل الجلد فائق المط الناعم، وهو عرض مميز لهذه المتلازمة. عند تشخيص متلازمة إهلرز-دانلوس مفرطة الحركة، تُستخدم شروط بايتون، ولكنها في أغلب الأحوال غير قادرة على التفريق بين فرط الحركة العام ومتلازمة إهلرز-دانلوس مفرطة الحركة.
تشمل متلازمة إهلرز-دانلوس من نوع فرط الحركة العديد من الآثار على الجهاز العضلي الهيكلي:
- مرونة الفك، وهو ما يجعل فك الفرد يفتح ويغلق مثل المفصل، ويكون فتحه أكبر من المتوسط.
- آلام الرقبة التي تؤدي إلى الصداع المزمن وربما ترتبط بشعور طقطقة.
- ربما ينتهي الحال بالعمود الفقري بشكل دائري من الخلف، أو يمتد عكسيًّا لدرجة الظهر المنحني، وربما يصاب بعض الأفراد بالاعوجاج.
- ربما تتعرض المفاصل المصابة بفرط الحركة (مثل الركبة والكاحل والرسغ والمرفق والكتف) لخطر الخلع أو الالتواء.

## التشخيص
يشارك فرط الحركة الأعراض مع غيره من الحالات الأخرى مثل متلازمة مارفان ومتلازمة إهلرز-دانلوس وتكون العظم الناقص. يوافق خبراء أمراض النسيج الضام أن الأشكال الشديدة من فرط الحركة والأشكال الطفيفة من متلازمة إهلرز-دانلوس هما نفس الحالة المرضية.
فرط الحركة العام هو سمة شائعة في كل أمراض النسيج الضام الوراثية، تتداخل الكثير من السمات، ولكن أغلب السمات المميزة موجودة ونتمكن من خلالها من التفريق بين تلك الأمراض. يختلف نوع الوراثة في متلازمة إهلرز-دانلوس تبعًا لنوع المرض. تخضع أنواع المفاصل الرخوة وفرط الحركة والأشكال الوعائية من المرض إلى الوراثة الجسدية السائدة. تحدث الوراثة الجسدية السائدة عندما تكون نسخة واحدة من الجين في كل خلية كافية لإحداث المرض. يرث الشخص في بعض الحالات الطفرة من مصاب واحد من الوالدين. تنتج حالات أخرى من الحالات الأخرى المتفرقة من الطفرات الجينية. تحدث تلك الحالات في أشخاص ليس لديهم تاريخ مرضي عائلي للإصابة بالمرض.
في بعض أنواع من متلازمة إهلرز-دانلوس مثل الميلان الفقري الجانبي الحدابي وتمزق الجلد، وبعض الحالات الكلاسيكية ومفرطة الحركة، تحدث الوراثة بنمط الوراثة الجسدية المتنحية. في الوراثة الجسدية المتنحية، تتغير نسختي الجين في كل خلية. يكون الوالدان في أغلب الأحوال حاملين للمرض، أي حاملين لنسخة من الجين المتغير، ولكنهما لا يظهران أعراض وعلامات المرض.

### شروط بايتون
يُشخص فرط الحركة منذ يوليو من عام 2000 باستخدام شروط بايتون. تغيرت الشروط في عام 2017، ولكنها لازالت تشمل نقاط بايتون.
لا تستبدل شروط بايتون نقاط بايتون، ولكنها تستخدم حصيلة تلك النقاط بالتزامن مع الأعراض والشروط الأخرى. تُشخص متلازمة فرط الحركة بوجود شرطين رئيسين أو شرط رئيس مع شرط فرعي أو أربع شروط فرعية.

#### الشروط الرئيسة
- حصيلة نقاط بايتون بـ 5/9أو أكثر (سواءً حالية أو من التاريخ المرضي)
- آلام المفاصل لأكثر من ثلاث شهور في أربع مفاصل أو أكثر

#### الشروط الفرعية
- حصيلة نقاط بايتون بـ1، أو 2، أو 3/9، أو 0 إذا كان عمره أكبر من الخمسين.
- آلام المفاصل (أكثر من ثلاث شهور) في 1:3 مفاصل أو آلام الظهر (أكثر من ثلاث شهور)، أو الانزلاق الغضروفي، أو الانزلاق الغضروفي/انزلاق الفقار.
- الخلع الكامل أو الخلع الجزئي في مفصل أو أكثر أو في مفصل واحد لأكثر من مرة.
- التهابات النسيج الرخو لأكثر من ثلاث آفات (مثل التهاب اللقيمة والتهاب زليل الوتر والتهاب الجراب).
- الشكل الشبيه بمارفان (طويل ونحيف ومعدل العرض على الطول أكبر من 1.03، معدل الجزء العلوي على الجزء السفلي من الجسم أقل من 0.89، الأصابع العنكبوتية وإبهام شتينبرغ إيجابي/ علامات رسغ واكر).
- جلد غير طبيعي: خدوش وامتداد فائق ونحافة وندوب نشطة.
- علامات العين: سقوط الجفن وقصر النظر (الحسر) والانحراف الجفني المقابل للانحراف الجفني المنغولي.
- دوالي الأوردة أو الفتق أو تدلي المستقيم أو الرحم.

### نقاط بايتون
هي نسخة معدلة من نقاط كاتر/ويلكنسون التي استخدمت لعدة سنوات كمؤشر على فرط الحركة واسع الانتشار. يختلف الأطباء في تأويلهم للنتائج، يقبل البعض بالقليل مثل 1/9 والبعض الآخر يقبل بـ 4/9لتشخيص متلازمة فرط الحركة. وبالتالي دخلت تلك النقاط تحت مظلة شروط بايتون كإرشادية واضحة. تُحسب نقاط بايتون بوضع نقطة لكل واحدة من الآتي:
- وضع اليد المستوية على الأرض بأرجل مستقيمة
- ثني الركبة اليسرى للخلف
- ثني الركبة اليمنى للخلف
- ثني المرفق الأيسر للخلف
- ثني المرفق الأيمن للخلف
- لمس الإبهام الأيسر للساعد
- لمس الإبهام الأيمن للساعد
- ثني الإصبع الأصغر الأيسر للخلف بزاوية 90 درجة
- ثني الإصبع الأصغر الأيمن للخلف بزاوية 90 درجة

## العلاج
العلاج الطبيعي
من المهم أن يحافظ الأفراد ذوي الحركة المفرطة على لياقتهم - أكثر من الشخص العادي - لمنع الإصابات المتكررة. ممارسة التمارين بانتظام وممارسة التمارين تحت إشراف الطبيب أو متخصص العلاج الطبيعي يمكن أن تقلل الأعراض لأن العضلات القوية تزيد من ثبات المفصل. يوصى بالتمرينات قليلة التأثير مثل التمارين الحركية ذات السلسلة المغلقة لأنها أقل عرضة للتسبب في الإصابة مقارنة بالتمرينات ذات التأثير العالي أو الراضات التي تتطلب الاحتكاك الجسدي.
يمكن أن تساعد المعالجة بالحرارة أوالتبريد بشكل مؤقت في تخفيف آلام المفاصل والعضلات ولكنها لا تعالج المشاكل الأساسية.

### الادوية
الدواء ليس العلاج الأساسي لفرط الحركة، ولكن يمكن استخدامه كعلاج مساعد لآلام المفاصل المتصلة. تُعتبر المسكنات مضادات الالتهاب غير الستيروئيدية الأدوية الأساسية للعلاج. لا ينصح باستخدام المخدرات للعلاج الأولي أو الطويل الأجل ويتم استخدامها على المدى القصير بعد الإصابة الحادة.

### تعديل نمط الحياة
لبعض الأشخاص الذين يعانون من فرط الحركة، التغييرات في نمط الحياة تقلل من شدة الأعراض. بشكل عام، يجب تجنب الانشطة التي تزيد الألم. فمثلا:
•        الكتابة على الكمبيوتر يمكن أن تقلل من الألم من الكتابة بقلم.
•        يمكن لبرنامج التحكم الصوتي أو لوحة مفاتيح أكثر راحة تقليل الألم من الكتابة على الكمبيوتر.
•        انحناء الركبتين أو الجلوس ممكن ان يقلل من ألم الوقوف.
•        تنتج الأعراض الغير المرغوب فيها كثيرا عن طريق بعض طرق اليوجا ورفع الأثقال.
•        يمكن أن استخدام آلات التدريب الإهليجية ذات التأثير المنخفض بدلا الجري العالي التأثير.
•        قد تحتاج السباحة الخالية من الألم إلى لوح أو عناية إضافية لتجنب مد الكوع المفرط والمفاصل الأخرى.
•        الأربطة والعضلات الضعيفة تساهم في ضعف وضعة الجسد، مما قد يسهم في حدوث مشاكل طبية أخرى.
•        التمرين متساوي القياس يجنب فرط المد ويسهم في القوة.

### علاجات أخرى
• يمكن أن يكون الدعم مفيدًا لحماية المفاصل غير المستقرة مؤقتًا.

### علم الأوبئة
حوالي 10 إلى 25 ٪ من السكان يعانون من فرط الحركة.